# Skathi (satélite)
Skathi, também conhecido como Saturno XXVII, é um satélite natural de Saturno. Sua descoberta foi anunciada por Brett Gladman, Kavelaars, et al. em 2000, recebendo a designação provisória S/2000 S 8.
Skathi tem cerca de 6,4 km de diâmetro, e orbita Saturno a uma distância média de 15 576 000 km em 725,784 dias, com uma inclinação de 149° com a eclíptica (150° com o equador de Saturno), em uma direção retrógrada com uma excentricidade de 0,246.
Foi nomeado em 2003 a partir de Skadi, da mitologia nórdica, recebendo o nome Skadi. No entanto, o Working Group on Planetary System Nomenclature da União Astronômica Internacional decidiu no início de 2005 usar uma transliteração alternativa da ortografia nórdica, Skathi.